# Светско првенство у атлетици на отвореном 2022 — штафета 4 × 400 метара за жене
Трка штафета 4 х 400 метара у женској конкуренцији на 18. Светском првенству у атлетици 2022. у Јуџину (Сједињене Државе) одржана је 23. и 24. јула 2022. године на Хејвард филду.
Титулу светских првакиња из Дохе 2019. одбранила је штафета САД.

## Освајачи медаља
|                                                                      |                                                                                  |                                                                                         |
| САД · Талита Дигс, · Еби Стајнер, · Бритон Вилсон, · Сидни Маклохлин | Јамајка · Кендис Меклауд, · Џанијев Расел, · Стефани Ен Макферсон, · Чароки Јанг | Уједињено Краљевство · Викторија Охуруогу, · Nicole Yeargin, · Џеси Најт, · Лави Нилсен |

## Рекорди
Рекорди у штафети 4х400 метара за жене пре почетка светског првенства 15. јула 2022. године:
| Рекорди пре почетка Светског првенства 2022.  | Рекорди пре почетка Светског првенства 2022.                                                    | Рекорди пре почетка Светског првенства 2022. | Рекорди пре почетка Светског првенства 2022. | Рекорди пре почетка Светског првенства 2022. |
| --------------------------------------------- | ----------------------------------------------------------------------------------------------- | -------------------------------------------- | -------------------------------------------- | -------------------------------------------- |
| Олимпијски рекорди                            | Совјетски Савез · (Татјана Ледовскаја, Олга Назарова, Марија Кулчунова, Олга Бризгина)          | 3:15,17                                      | Сеул, Јужна Кореја                           | 1. октобар 1988.                             |
| Светски рекорд                                | Совјетски Савез · (Татјана Ледовскаја, Олга Назарова, Марија Кулчунова, Олга Бризгина)          | 3:15,17                                      | Сеул, Јужна Кореја                           | 1. октобар 1988.                             |
| Рекорд светских првенстава                    | Сједињене Државе · (Гвен Торенс, Мејсел Малон-Волас, Наташа Кајзер, Џерл Мајлс-Кларк)           | 3:16,71                                      | Штутгарт, Немачка                            | 22. август 1993.                             |
| Најбољи светски резултат сезоне               | Сједињене Државе−Кентаки · (Карим Дејвис, Дајур Милес, Еби Штајнер, Алексис Холмс)              | 3:24,04                                      | Оксфорд, САД                                 | 14. мај 2022.                                |
| Европски рекорд                               | Совјетски Савез · (Татјана Ледовскаја, Олга Назарова, Марија Кулчунова, Олга Бризгина)          | 3:15,17                                      | Сеул, Јужна Кореја                           | 1. октобар 1988.                             |
| Северноамерички рекорд                        | Сједињене Државе · (Денин Хауард-Хил, Дајана Диксон, Валери Бриско-Хукс, Флоренс Грифит Џојнер) | 3:15,51                                      | Сеул, Јужна Кореја                           | 1. октобар 1988.                             |
| Јужноамерички рекорд                          | Бразил · (Жеиса Апаресида Котињо, Барбара де Оливеира, Јоелма Соуса, Јаилма де Лима)            | 3:26,68                                      | Сао Пауло, Бразил                            | 7. август 2011.                              |
| Афрички рекорд                                | Нигерија · (Олабиси Афолаби, Фатима Јусуф, Черити Опара, Falilat Ogunkoya)                      | 3:21,04                                      | Атланта, САД                                 | 3. август 1996.                              |
| Азијски рекорд                                | Кина · (Сјаохунгg Ан, Сјаојуен Бај, Чуенјинг Цао, Јућин Ма)                                     | 3:24,28                                      | Пекинг, Кина                                 | 13. септембар 1993.                          |
| Океанијски рекорд                             | Аустралија · (Нова Перис, Тамсин Ману, Мелинда Гејнсфорд-Тејлор, Кети Фриман)                   | 3:23,81                                      | Сиднеј, Аустралија                           | 30. септембар 2000.                          |
| Рекорди остварени на Светском првенству 2022. |                                                                                                 |                                              |                                              |                                              |
| Најбољи светски резултат сезоне               | Сједињене Државе · (Талита Дигс, Еби Стајнер, Бритон Вилсон, Сидни Маклохлин)                   | 3:17,79                                      | Јуџин, САД                                   | 24. јул 2022.                                |

## Критеријум квалификација
Десет штафета се квалификовало као финалисти Светског првенства у такмичењу штафета 2021. године а шест се пласирало на основу најбољих резултата постигнутим између 27. децембра 2020. и 26. јуна 2022. године.

## Сатница
| Датум         | Време | Коло          |
| ------------- | ----- | ------------- |
| 23. јул 2022. | 17:10 | Квалификације |
| 24. јул 2022. | 19:50 | Финале        |

Сва времена су по локалном времену (UTC-9)

## Резултати

### Квалификације
Такмичење је одржано 23. јула 2022. године. У квалификацијама су учествовале 16 екипа, подељене у 2 групе. У финале су се пласирале по три првопласиране из група (КВ) и две на основу постигнутог резултата (кв).,,
Почетак такмичења: Група 1 у 17:10 и Група 2 у 17:22 по локалном времену.
| Поз. | Гру. | Штафета                | Атлетичарке                                                                       | НР      | Вр.     | Бел.    |
| ---- | ---- | ---------------------- | --------------------------------------------------------------------------------- | ------- | ------- | ------- |
| 1.   | 1    | САД                    | Талита Дигс, Алисон Филикс, Кејлин Витни, Џејд Стептер Бејнс                      | 3:15,51 | 3:23,38 | КВ, НРС |
| 2.   | 1    | У.Краљевство           | Ама Пипи, Лави Нилсен, Викторија Охуруогу, Nicole Yeargin                         | 3:20,04 | 3:23,92 | КВ, НРС |
| 3.   | 2    | Јамајка                | Стејси-Ен Вилијамс, Џунел Бромфилд, Тифани Џејмс, Чароки Јанг                     | 3:18,71 | 3:24,23 | КВ, НРС |
| 4.   | 2    | Белгија                | Наоми Ван Ден Брук, Имке Вервает, Хелена Понет, Камиле Лаус                       | 3:23,96 | 3:28,02 | КВ, НРС |
| 5.   | 2    | Канада                 | Мича Пауел, Eјана Стиверне, Кира Константин, Наташа Макдоналд                     | 3:21,21 | 3:28,49 | КВ, НРС |
| 6.   | 2    | Италија                | Ана Полинари, Ајомиде Темиладе Фолорунсо, Вирђинија Тројани, Аличе Манђоне        | 3:25,16 | 3:28,72 | кв, НРС |
| 7.   | 1    | Француска              | Сокна Лакост, Сана Гребо, Sounkamba Sylla, Амандин Бросје                         | 3:22,34 | 3:28,89 | КВ, НРС |
| 8.   | 1    | Швајцарска             | Силке Леманс, Јулија Нидербергер, Анина Фахр, Јасмин Гигер                        | 3:25,90 | 3:29,11 | кв, НРС |
| 9.   | 1    | Украјина               | Катерина Карпјук, Анастасија Бризгина, Викторија Ткачук, Ана Рижикова             | 3:21,94 | 3:29,25 | НРС     |
| 10.  | 2    | Пољска                 | Јустина Свјенти-Ерсетик, Ига Баумгарт-Витан, Кинга Гацка, Малгожата Холуб-Ковалик | 3:20,53 | 3:29,34 |         |
| 11.  | 1    | Немачка                | Корина Шваб, Елиса Лехлајтнер, Јудит Францен, Алис Шмит                           | 3:15,92 | 3:30,48 |         |
| 12.  | 2    | Норвешка               | Астри Ерцгард, Елизабет Слетум, Лин Опегард, Амалие Иуел                          | 3:28,58 | 3:32,00 |         |
| 13.  | 2    | Шпанија                | Ева Сантидријан, Аури Лорена Бокеса, Лори Ернандез, Кармен Авилес                 | 3:27,57 | 3:32,87 |         |
| 14.  | 1    | Јужноафричка Република | Miranda Charlene Coetzee, Марли Вијоен, Гонце Марта Мораке, Зенеј ван дер Валт    | 3:28,49 | 3:34,68 |         |
|      | 1    | Холандија              | Ханеке Остервегел, Лике Клавер, Cathelijn Peeters, Фемке Бол                      | 3:23,74 | Диск.   |         |
|      | 2    | Бахаме                 |                                                                                   | 3:26,36 | НС      |         |

### Финале
Такмичење је одржано 24. јула 2022. године са почетком у 19:50 по локалном времену.,
| Пласман | Штафета      | Атлетичарке                                                                | Време   | Белешке |
| ------- | ------------ | -------------------------------------------------------------------------- | ------- | ------- |
|         | САД          | Талита Дигс, Еби Стајнер, Британи Браун, Сидни Маклохлин                   | 3:17,79 | СРС     |
|         | Јамајка      | Кендис Меклауд, Џанијев Расел, Стефани Ен Макферсон, Чароки Јанг           | 3:20,74 | НРС     |
|         | У.Краљевство | Викторија Охуруогу, Nicole Yeargin, Џеси Најт, Лави Нилсен                 | 3:22,64 | НРС     |
| 4.      | Канада       | Наташа Макдоналд, Eјана Стиверне, Зои Шерар, Кира Константин               | 3:25,18 | НРС     |
| 5.      | Француска    | Сокна Лакост, Сана Гребо, Sounkamba Sylla, Амандин Бросје                  | 3:25,81 | НРС     |
| 6.      | Белгија      | Хелена Понет, Имке Вервает, Полин Кукајт, Камиле Лаус                      | 3:26,29 | НРС     |
| 7.      | Италија      | Ана Полинари, Ајомиде Темиладе Фолорунсо, Вирђинија Тројани, Аличе Манђоне | 3:26,45 | НРС     |
| 8.      | Швајцарска   | Силке Леманс, Јулија Нидербергер, Анина Фахр, Јасмин Гигер                 | 3:27,81 | НРС     |